# 边芮
边芮（？—？），五胡十六国西秦乞伏归时尚书左仆射，金城（今甘肃省兰州市西北）人。
388年，乞伏归任命南川侯出连乞都为丞相，梁州刺史莫侯悌眷为御史大夫，边芮为左长史，东秦州刺史秘宜为右长史，武始人翟勍为左司马，略阳人王松寿为主簿。乞伏乾归称王，395年，乞伏乾归任命太子乞伏炽磐领尚书令，左长史边芮为左仆射，右长史秘宜为右仆射，文武百官按魏武帝和晋文帝时的旧例，但还称大单于、大将军。边芮等人也兼任大单于府、大将军府的官职。姜乳据守上邽（今甘肃省天水市），乞伏乾归派大将乞伏益州率军讨伐，边芮以为乞伏益州脾气暴躁，骄兵必败，难当此任，乞伏乾归不听，后乞伏益州果然至大败。乞伏乾归降附後秦。401年後秦归义侯乞伏乾归自长安回到苑川，任命边芮为长史，王松寿为司马。